# Villefranche-de-Rouergue
Villefranche-de-Rouergue (occitană Vilafranca de Roergue) este un oraș în Franța, sub-prefectură a departamentului Aveyron în regiunea Midi-Pirinei.
1. ↑  répertoire géographique des communes, accesat în 26 octombrie 2015
2. ↑  dataset of postal codes in France, 1 octombrie 2018